# Locon
Locon (flämisch: Lockon) ist eine französische Gemeinde mit 2.332 Einwohnern (Stand: 1. Januar 2022) im Département Pas-de-Calais in der Region Hauts-de-France. Sie gehört zum Arrondissement Béthune, zum Kanton Beuvry und zum Gemeindeverband Béthune-Bruay, Artois-Lys Romane. Die Einwohner werden Loconois genannt.

## Lage
Die Gemeinde Locon liegt in der Landschaft Artois am Fluss Lawe, vier Kilometer nördlich von Béthune. Umgeben wird Locon von den Nachbargemeinden Lestrem im Norden, La Couture im Nordosten und Osten, Beuvry im Südosten, Essars im Süden, Annezin im Südwesten sowie Hinges im Westen.

## Bevölkerungsentwicklung
| Jahr                       | 1962 | 1968 | 1975 | 1982 | 1990 | 1999 | 2006 | 2012 | 2022 |
| -------------------------- | ---- | ---- | ---- | ---- | ---- | ---- | ---- | ---- | ---- |
| Einwohner                  | 1191 | 1205 | 1393 | 1802 | 2156 | 2233 | 2432 | 2288 | 2332 |
| Quellen: Cassini und INSEE |      |      |      |      |      |      |      |      |      |

## Sehenswürdigkeiten
- Kirche Saint-Maur, 1955 wiedererrichtet mit den Glasfenstern des 16. Jahrhunderts (Glasfenster Monument historique seit 1908, seit 1914 eingelagert)

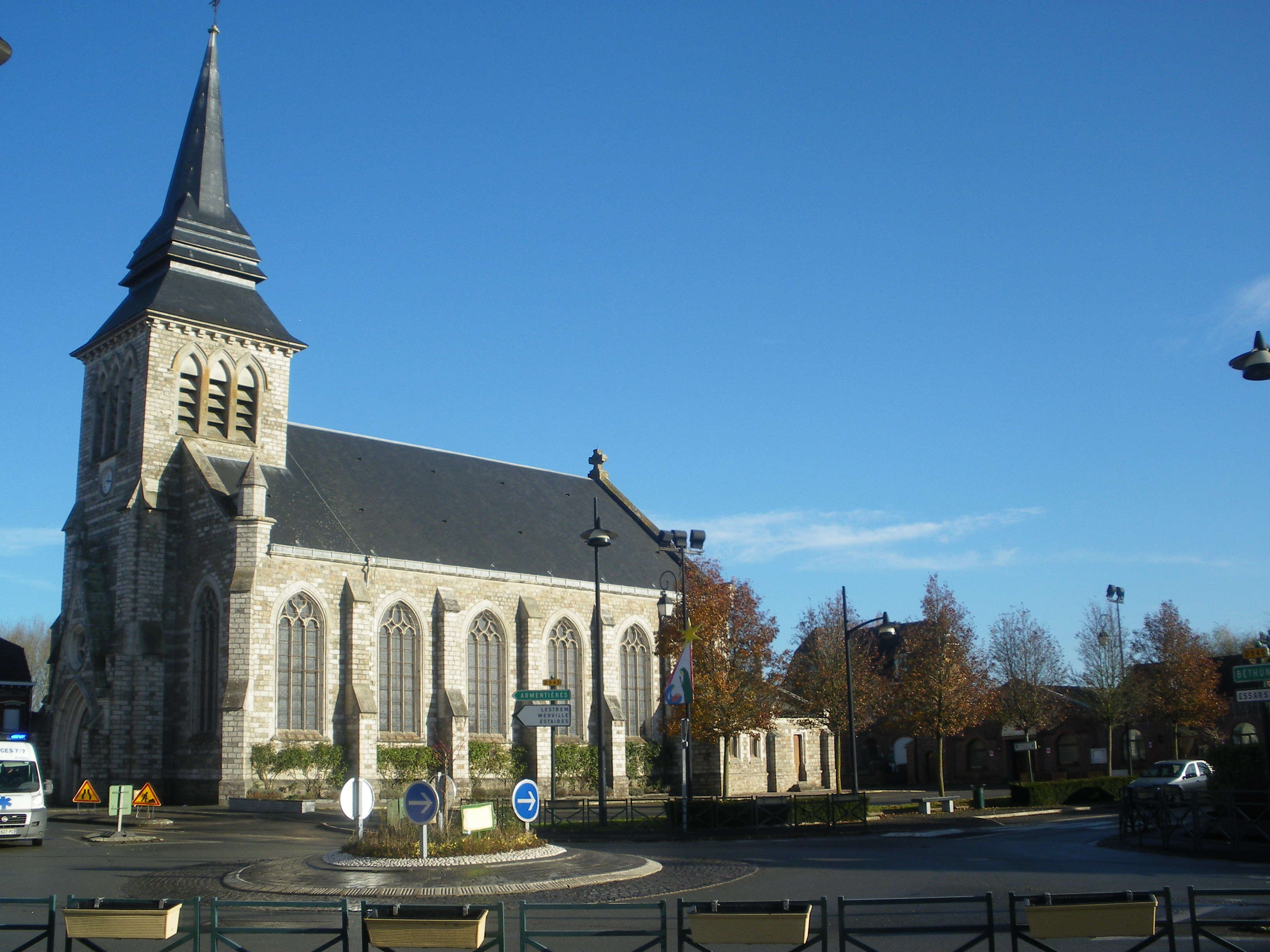
Kirche Saint-Maur

- Wasserturm

## Persönlichkeiten
- Louis Blaringhem (1878–1958), Botaniker

## Gemeindepartnerschaft
Mit Oesbern, einem Ortsteil der Gemeinde Menden im Sauerland (Nordrhein-Westfalen) besteht seit 1964 eine Partnerschaft.